# Akrobatické lyžování na Zimních olympijských hrách 1994
Akrobatické lyžování na olympiádě v Lillehammeru.

## Program
| Den    | Datum          | Zahájení (SEČ) | Závod                                |
| ------ | -------------- | -------------- | ------------------------------------ |
| den 4  | 15. února 1994 | 12:30          | jízda v boulích muži – kvalifikace   |
| den 4  | 15. února 1994 | 12:30          | jízda v boulích ženy – kvalifikace   |
| den 5  | 16. února 1994 | 12:30          | jízda v boulích muži – finále        |
| den 5  | 16. února 1994 | 12:30          | jízda v boulích ženy – finále        |
| den 10 | 21. února 1994 | 13:00          | akrobatické skoky muži – kvalifikace |
| den 10 | 21. února 1994 | 13:00          | akrobatické skoky ženy – kvalifikace |
| den 13 | 24. února 1994 | 12:00          | akrobatické skoky muži – finále      |
| den 13 | 24. února 1994 | 12:00          | akrobatické skoky ženy – finále      |

## Medailové pořadí zemí
| Pořadí | Země                         | Zlato | Stříbro | Bronz | Celkově |
| ------ | ---------------------------- | ----- | ------- | ----- | ------- |
| 1.     | Kanada (CAN)                 | 1     | 1       | 1     | 3       |
| 2.     | Norsko (NOR)                 | 1     | 0       | 1     | 2       |
| 3.     | Švýcarsko (SUI)              | 1     | 0       | 0     | 1       |
| 3.     | Uzbekistán (UZB)             | 1     | 0       | 0     | 1       |
| 5.     | Rusko (RUS)                  | 0     | 1       | 1     | 2       |
| 6.     | Spojené státy americké (USA) | 0     | 1       | 0     | 1       |
| 6.     | Švédsko (SWE)                | 0     | 1       | 0     | 1       |
| 8.     | Francie (FRA)                | 0     | 0       | 1     | 1       |
|        | Celkem                       | 4     | 4       | 4     | 12      |

## Medailisté

### Muži
| Disciplína        | Zlato                                  | Výkon  | Stříbro                         | Výkon  | Bronz                           | Výkon  |
| ----------------- | -------------------------------------- | ------ | ------------------------------- | ------ | ------------------------------- | ------ |
| akrobatické skoky | Andreas Schönbächler · Švýcarsko (SUI) | 234,67 | Philippe LaRoche · Kanada (CAN) | 228,63 | Lloyd Langlois · Kanada (CAN)   | 222,44 |
| jízda v boulích   | Jean-Luc Brassard · Kanada (CAN)       | 26,93  | Sergey Shupletsov · Rusko (RUS) | 26,90  | Edgar Grospiron · Francie (FRA) | 26,64  |

### Ženy
| Disciplína        | Zlato                                  | Výkon  | Stříbro                                              | Výkon  | Bronz                                  | Výkon  |
| ----------------- | -------------------------------------- | ------ | ---------------------------------------------------- | ------ | -------------------------------------- | ------ |
| akrobatické skoky | Lina Čerjazovová · Uzbekistán (UZB)    | 166,84 | Marie Lindgrenová · Švédsko (SWE)                    | 165,88 | Hilde Synnøve Lidová · Norsko (NOR)    | 164,13 |
| jízda v boulích   | Stine Lise Hattestadová · Norsko (NOR) | 25,97  | Elizabeth McIntyreová · Spojené státy americké (USA) | 25,89  | Jelizaveta Koževnikovová · Rusko (RUS) | 25,81  |